# Skalnatá chata
Skalnatá chata (maďarsky Köpatakitavi mendékház, německy Steinbachseehütte, polsky Łomnickie Schronisko) je horská chata, která stojí ve Vysokých Tatrách na prahu Skalnaté doliny na Tatranské magistrále, několik minut chůze od Skalnatého plesa. Je umístěná pod převislou skalkou, jejíž převis sloužil k ochraně před špatným počasím jako tak zvané Ohnisko, turisty nazývané Kaverna.
Po obezdění roku 1877 vznikl na tomto místě přístřešek, který byl v roce 1915 přestavěn na betonovou chatku. Velkou přestavbou prošla v letech 1953 až 1955. Od roku 1972 byla mimo provoz a sloužila jako sklad. V 90. letech 20. století ji zrekonstruoval tatranský nosič Ladislav Kulanga nazpět do stavu pro ubytování a stravování.

## Nosičský rekord
V roce 1993 Ladislav Kulanga vynesl na chatu náklad o hmotnosti 176 kg. Snesl z chaty náklad o hmotnosti 211 kg na mezistanici lanovky Štart.

## Přístup
- po  červené značce
  - ze Skalnatého plesa
  - ze Zamkovského chaty
- po  zelené značce:
  - z Tatranské Lomnice